# Бодо (язык)
Бодо (बोड़ो) или боро — тибето-бирманский язык из сино-тибетской семьи языков. Распространён, в основном, на северо-западе индийского штата Ассам, помимо этого является языком меньшинств на севере Западной Бенгалии, в частях Манипура, Мегхалаи и на востоке Непала. Согласно переписям, в Индии он является родным языком для 1,2 миллионов человек, в Непале на нём говорят лишь 3300 человек. С 2003 бодо был присвоен статус официального языка в штате Ассам.
До XIX века, когда был введён бенгальский алфавит, бодо был исключительно устным языком и не имел письменности. В ходе христианизации многие бодо начали использовать и латинский алфавит. Сегодня же бодо пишется, как правило, в алфавите деванагари. Сепаратисты из «Национального демократического фронта страны Боро» требуют стандартизованной письменности на основе латиницы.

## Диалекты
Бодо делится на три группы диалектов — западную, южную и восточную. Отдельные наречия отличаются друг от друга прежде всего произношением, а также словарным запасом. Как стандарт для языка боро укоренился западный диалект.

## Грамматика
Боро является флективным языком. В нём имеется семь падежей, два числа и два рода, которые, однако, используются лишь для живых существ. У глаголов существует по одной форме для прошлого, настоящего и будущего времени. В каждом из времён существуют также виды, в настоящем времени их три, в прошедшем лишь два.